# Ina Besche-Krastl

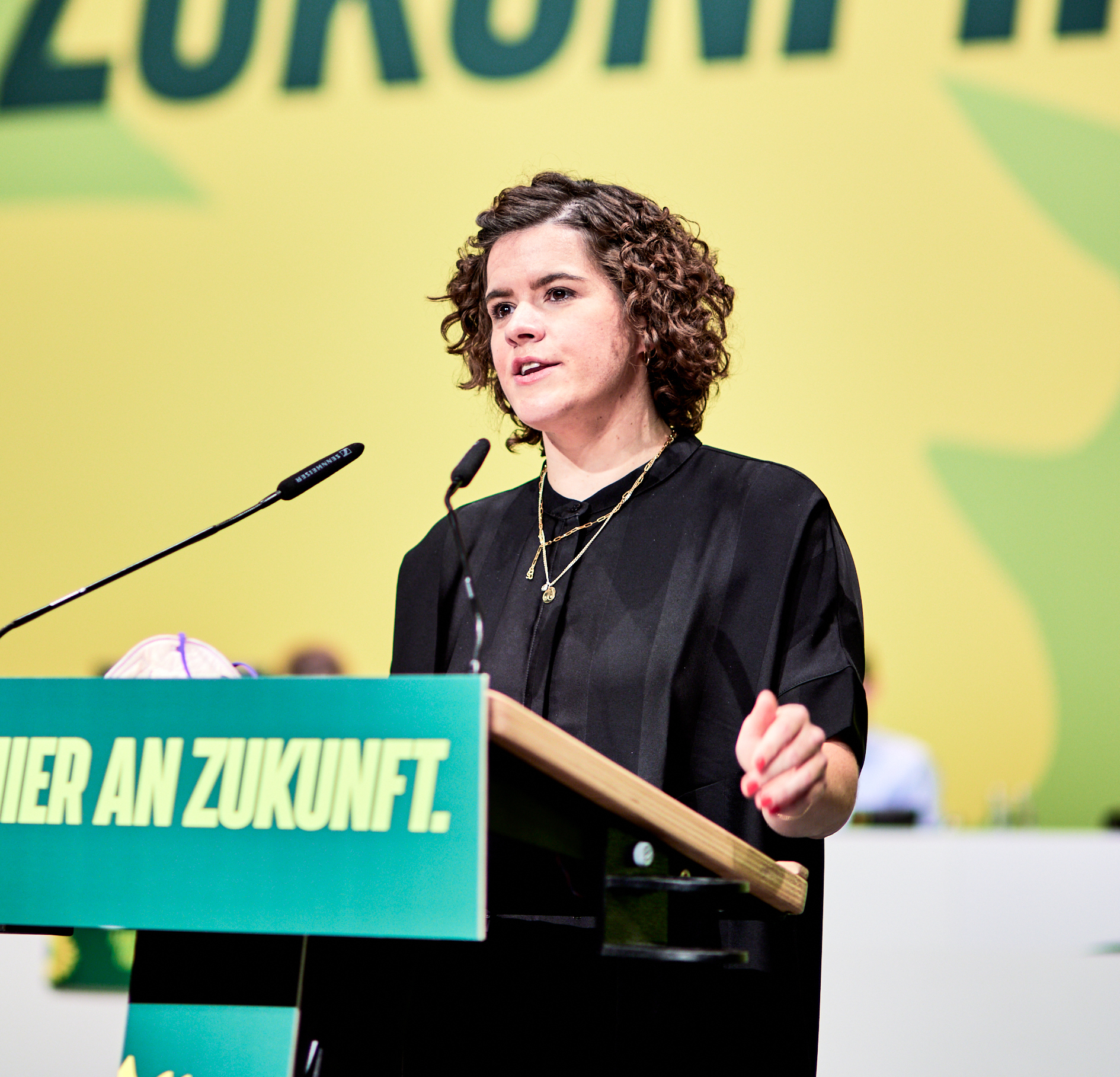
Ina Besche-Krastl bei der Landesdelegiertenkonferenz der Grünen NRW in Siegen (2021)

Ina Besche-Krastl (* 1986 in Mettmann) ist eine deutsche Politikerin (Bündnis 90/Die Grünen) und seit 2022 Mitglied des Landtages von Nordrhein-Westfalen.

## Leben und Beruf
Besche-Krastl studierte nach ihrem Abitur 2007 am Städtischen Gymnasium Wülfrath Politikwissenschaften und Pädagogik an der Bergischen Universität Wuppertal. Das Studium schloss sie 2012 mit einem Bachelor ab und begann anschließend ein Masterstudium der Sozialwissenschaften an der Ruhr-Universität Bochum, schloss dieses jedoch bisher nicht ab.
Ab 2015 war sie für ein Jahr Referentin bei der Fraktion von Bündnis 90/Die Grünen im Landtag Nordrhein-Westfalen für die Enquete-Kommission „Finanzierungsoptionen des Öffentlichen Personenverkehrs“. Danach war sie ein Jahr lang Wahlkampfassistentin für Bündnis 90/Die Grünen Nordrhein-Westfalen. Von 2017 bis 2018 arbeitete sie im Netzwerk W-Projekt „(Wieder-)Einstiegschancen für geflüchtete Frauen mit Bleibeperspektive im Bergischen Städtedreieck“ mit. Danach war sie ein Jahr lang wissenschaftliche Mitarbeiterin für den Grünen-Landtagsabgeordneten Norwich Rüße, bevor sie 2019 zu dessen Kollegen Stefan Engstfeld wechselte. 2022 beendete sie diese Tätigkeit, nachdem sie selbst in den Landtag eingezogen war.

## Politische Tätigkeit
Besche-Krastl trat 2009 der Partei Bündnis 90/Die Grünen bei. Von 2014 bis 2016 war sie Sprecherin der Grünen im Ortsverband Mettmann. Seit 2014 ist sie Mitglied des Kreistags im Kreis Mettmann. Bei der Landtagswahl in Nordrhein-Westfalen 2017 kandidierte sie im Landtagswahlkreis Mettmann IV und erreichte dort 5,0 % der Erststimmen, womit sie jedoch den Einzug in den Landtag verpasste. Seit 2018 ist sie Sprecherin der Grünen im Kreis Mettmann. Seit 2020 ist sie Sprecherin der Landesarbeitsgemeinschaft Mobilität und Verkehr und Mitglied für die Grünen in der VRR-Fraktion.
Bei der Landtagswahl in Nordrhein-Westfalen 2022 erreichte sie im Landtagswahlkreis Mettmann II mit 19,6 % der Erststimmen hinter den Kandidaten der CDU und SPD. Sie zog jedoch trotzdem über Platz 31 der Landesliste ihrer Partei in den Landtag ein.

## Politische Positionen
Besche-Krastl fordert eine klimafreundliche Verkehrswende und eine Gesellschaft ohne Diskriminierung.